# Marcelo Tabárez
Marcelo Tabárez Rodríguez (Montevideo, 10 febbraio 1993) è un calciatore uruguaiano, attaccante del Rentistas.

## Carriera
Ha giocato nella prima divisione dei campionati uruguaiano, paraguaiano e andorrano.

## Palmarès

### Club

#### Competizioni nazionali
- Campionato uruguaiano: 1

Danubio: 2013-2014